# Awmima Mohamed
Awmima Mohamed (sinh ngày 5 tháng 1 năm 1985) là một vận động viên chạy nước rút người Sudan. Cô đã thi đấu ở nội dung 400 mét nữ tại Thế vận hội Mùa hè 2000.